# Pawieł Dołgorukow

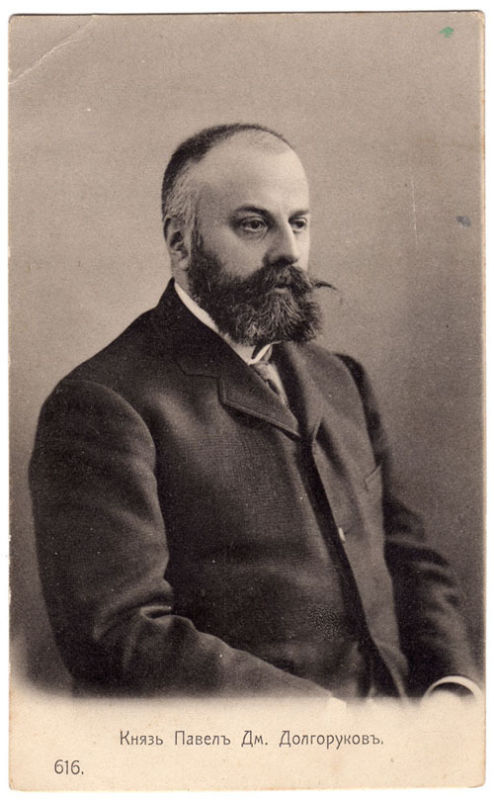
Pawieł Dołgorukow, 1907

Pawieł Dmitrijewicz Dołgorukow, ros. Павел Дмитриевич Долгоруков (ur. w 1866 roku w Carskim Siole, zm. 9/10 czerwca 1927 roku w Moskwie) – rosyjski działacz państwowo-polityczny i społeczny, deputowany do II Dumy Państwowej, bojownik antybolszewicki, działacz emigracyjny, pisarz i publicysta.
Pochodził z rodu książęcego. Ukończył prywatne gimnazjum realne, zaś w 1889 roku studia fizyczno-matematyczne na uniwersytecie w Moskwie. Pracował jako urzędnik w kancelarii Rady Państwa. Wkrótce odszedł z pracy, po czym osiadł w rodzinnym majątku ziemskim Wołynszczina w okręgu ruzkim. W 1891 roku w Samarze zaangażował się w walkę z głodem. Od 1893 roku pełnił funkcję marszałka szlachty okręgu ruzkiego. Działał w moskiewskim ziemstwie gubernialnym. W 1896 roku otrzymał tytuł kamerjunkra dworu, zaś w 1902 roku radcy państwowego. Był jednym z twórców Związku Oswobodzenia. Przewodniczył Stowarzyszeniu Tołstojewskiemu. Był przewodniczącym kongresu światowego pacyfistów w Sztokholmie. W 1905 roku współtworzył Partii Konstytucyjno-Demokratycznej (tzw. kadetów), wchodząc w skład Komitetu Centralnego. Potem został jej przewodniczącym. W 1907 roku wybrano go deputowanym do II Dumy Państwowej. W 1909 roku założył Stowarzyszenie Światowe, stanowiące rosyjską filię organizacji międzynarodowej. W 1911 roku został pozbawiony funkcji marszałka szlachty i tytułów dworskich. W 1915 roku wstąpił do czołowego oddziału Związku Miast w 3 Armii Frontu Galicyjskiego. Po rewolucji lutowej 1917 roku opowiadał się za ogłoszeniem carem Wielkiego Księcia Michaiła Aleksandrowicza. Od kwietnia tego roku wysyłano go na front jako przedstawiciela Rządu Tymczasowego i Dumy Państwowej. Zaktywizował działalność w partii kadeckiej. Podczas rewolucji bolszewickiej znajdował się w sztabie Moskiewskiego Okręgu Wojskowego, współorganizując walkę z rewolucjonistami. Wybrano go delegatem do Konstytuanty. Pod koniec listopada został aresztowany wraz z przywódcami kadetów, po czym osadzono go w Twierdzy Pietropawłowskiej. W połowie lutego 1918 roku wypuszczono go na wolność. Ukrywał się, głosząc idee walki z bolszewizmem. Wiosną 1918 roku wstąpił do Centrum Narodowego, obejmując funkcję zastępcy przewodniczącego. W maju uczestniczył w zjeździe partii kadeckiej. Jesienią 1918 roku na krótko został aresztowany przez kontrwywiad. Następnie wyjechał na Ukrainę. Ostatecznie dotarł do Jekaterynodaru, gdzie pracował w Agencji Informacyjnej wojsk Białych generałą Antona Denikina. Pisał artykuły do pisma „Swobodnaja riecz”, organizował zebrania propagandowe. Współtworzył oddziały Centrum Narodowego na południu Rosji. Objął funkcję przewodniczącego Stowarzyszenia Oddziałów Ochotniczych w Noworosyjsku. Wiosną 1920 roku wraz z wojskami Białych ewakuował się na Krym. We wrześniu tego roku przybył do Konstantynopolu, gdzie działał w Rosyjskim Komitecie Narodowym. W lutym 1922 roku zamieszkał w Belgradzie. Wiosną 1924 roku przyjechał do Polski, skąd w lipcu tego roku przeszedł nielegalnie do ZSRR. Został jednak aresztowany przez pograniczników. Nie rozpoznanego, deportowano go do Polski. Jesienią 1924 roku przybył do Paryża, gdzie działał w Radzie Rosyjskiej przy generale Piotrze Wranglu. Napisał wspomnienia pt. „Wielikaja razrucha. Wospominanija osnowatiela partii kadietow 1916-1926” (pośmiertnie wydane w Madrydzie). W marcu 1926 roku przybył do Bukaresztu, a następnie Kiszyniowa. W czerwcu tego roku ponownie nielegalnie przekroczył granicę z ZSRR, przybywając do Charkowa, ale wkrótce aresztowało go OGPU. Przewieziono go do Moskwy jako zakładnika. W nocy z 9 na 10 czerwca 1927 roku został rozstrzelany w odwecie za zamordowanie w Warszawie polpreda Piotra Wojkowa.